# دي برادلي بيكر
دي برادلي بيكر (بالإنجليزية: Dee Bradley Baker)‏ مواليد 31 أغسطس 1962 في بلومنغتون، الولايات المتحدة، هو ممثل أمريكي بدأ مسيرته الفنية سنة 1993.

## الأعمال
- سبيس جام
- فيلم سبونج بوب سكوير بانتس
- بوركو روسو
- الأقدام المرحة
- تي إم إن تي
- جي-فورس
- الولد الخارق
- سر الأجنحة
- فرانكنويني
- أقزام العلب

## روابط خارجية
- دي برادلي بيكر على موقع IMDb (الإنجليزية)
- دي برادلي بيكر على موقع ميتاكريتيك (الإنجليزية)
- دي برادلي بيكر على موقع روتن توميتوز (الإنجليزية)
- دي برادلي بيكر على موقع قاعدة بيانات الأفلام العربية
- دي برادلي بيكر على موقع ألو سيني (الفرنسية)
- دي برادلي بيكر على موقع ميوزك برينز (الإنجليزية)
- دي برادلي بيكر على موقع تيرنر كلاسيك موفيز (الإنجليزية)
- دي برادلي بيكر على موقع أول موفي (الإنجليزية)
- دي برادلي بيكر على موقع قاعدة بيانات الأفلام السويدية (السويدية)
- دي برادلي بيكر على موقع إن إن دي بي (الإنجليزية)